# Europameisterschaften im Modernen Fünfkampf 2016
Die Europameisterschaften im Modernen Fünfkampf 2016 fanden vom 4. bis 11. Juli 2016 in Sofia, Bulgarien, statt.
Deutschland gewann insgesamt zwei Bronzemedaillen. Die Herrenmannschaft erreichte ebenso wie die Damenstaffel den dritten Rang.

## Herren

### Einzel
| Platz | Land       | Sportler         |
| ----- | ---------- | ---------------- |
| 1     | Tschechien | Jan Kuf          |
| 2     | Ungarn     | Róbert Kasza     |
| 3     | Italien    | Riccardo De Luca |

### Mannschaft
| Platz | Land        | Sportler                                          |
| ----- | ----------- | ------------------------------------------------- |
| 1     | Italien     | Riccardo De Luca Pierpaolo Petroni Fabio Poddighe |
| 2     | Frankreich  | Simon Casse Gauthier Romani Valentin Belaud       |
| 3     | Deutschland | Fabian Liebig Alexander Nobis Stefan Köllner      |

### Staffel
| Platz | Land       | Sportler                             |
| ----- | ---------- | ------------------------------------ |
| 1     | Russland   | Alexander Lessun Alexander Savkin    |
| 2     | Tschechien | Ondřej Polívka Martin Bilko          |
| 3     | Polen      | Sebastian Stasiak Jaroslaw Swiderski |

## Damen

### Einzel
| Platz | Land     | Sportlerin          |
| ----- | -------- | ------------------- |
| 1     | Litauen  | Laura Asadauskaitė  |
| 2     | Russland | Gulnas Gubaidullina |
| 3     | Türkei   | İlke Özyüksel       |

### Mannschaft
| Platz | Land                   | Sportlerinnen                                                 |
| ----- | ---------------------- | ------------------------------------------------------------- |
| 1     | Litauen                | Laura Asadauskaitė Gintare Venckauskaitė Karolina Guzauskaitė |
| 2     | Italien                | Camilla Lontano Alice Sotero Francesca Tognetti               |
| 3     | Vereinigtes Königreich | Samantha Murray Joanna Muir Kate French                       |

### Staffel
| Platz | Land        | Sportlerinnen                    |
| ----- | ----------- | -------------------------------- |
| 1     | Tschechien  | Lenka Blinková Barbora Kodedová  |
| 2     | Belarus     | Iryna Prassjanzowa Katarina Arol |
| 3     | Deutschland | Ronja Döring Janine Kohlmann     |

## Mixed
| Platz | Land       | Sportler                           |
| ----- | ---------- | ---------------------------------- |
| 1     | Tschechien | Natalie Dianová Jan Kuf            |
| 2     | Russland   | Donata Rimšaitė Alexander Savkin   |
| 3     | Italien    | Lavinia Bonessio Auro Franceschini |

## Medaillenspiegel
| Platz | Land                   | Goldmedaille | Silbermedaille | Bronzemedaille |
| 1     | Tschechien             | 3            | 1              | –              |
| 2     | Litauen                | 2            | –              | –              |
| 3     | Russland               | 1            | 2              | –              |
| 4     | Italien                | 1            | 1              | 2              |
| 5     | Belarus                | –            | 1              | –              |
| 5     | Frankreich             | –            | 1              | –              |
| 5     | Ungarn                 | –            | 1              | –              |
| 8     | Deutschland            | –            | –              | 2              |
| 9     | Polen                  | –            | –              | 1              |
| 9     | Türkei                 | –            | –              | 1              |
| 9     | Vereinigtes Königreich | –            | –              | 1              |